# Tamba scopulina
Tamba scopulina är en fjärilsart som beskrevs av George Francis Hampson 1926. Tamba scopulina ingår i släktet Tamba och familjen nattflyn. Inga underarter finns listade i Catalogue of Life.